# Karlsborgsberget
Karlsborgsberget är ett naturreservat i Ånge kommun. Reservatet omfattar 83 hektar sammanhållen brandpräglad naturskog samt Karlsborgstjärnen men en av landets nordligaste livskraftiga stam av större vattensalamander.